# Bloedbad van Kamjanets-Podilsky
Het Bloedbad van Kamjanets-Podilsky was een grootschalige massa-executie door nazi-Duitse eenheden van naar schatting 23.600 Joden in het westen van Oekraïne. Voorafgaand aan de massamoord had vazalstaat Hongarije het merendeel van de slachtoffers verdreven naar het kort daarvoor bezette sovjet-gebied. Eenheden van de Ordnungspolizei en SS, onder leiding van HSSPF Friedrich Jeckeln dwongen Joden naar een heuvelachtige locatie te marcheren aan de stadsrand van de stad Kamjanets-Podilsky. Onder schot gehouden werden zij gedwongen op de grond te gaan liggen, om vervolgens doodgeschoten te worden. Deze massa-executie vond ruim een maand voor Babi Jar plaats en geldt als een belangrijke stap in de richting van de politiek van de totale vernietiging van het Europese Jodendom. Of er Hongaarse en/of Oekraïense collaborateurs medeplichtig zijn, is een twistpunt onder historici.